# The Best of The Wailers
The Best of the Wailers är det fjärde studioalbumet av reggaegruppen The Wailers, släppt augusti 1971.
Trots att albumet heter The Best of the Wailers är det inte ett samlingsalbum, då alla låtar var tidigare outgivna när det släpptes.

## Låtlista

### Sida ett
1. "Soul Shakedown Party" (Bob Marley) - 3:09
2. "Stop the Train" (Peter Tosh) - 2:20
3. "Caution" (Marley) - 2:43
4. "Soul Captives" (Marley) - 2:03
5. "Go Tell It on the Mountain" (Traditionell) - 3:15

### Sida två
1. "Can't You See" (Tosh) - 2:42
2. "Soon Come" (Tosh) - 2:23
3. "Cheer Up" (Marley) - 2:03
4. "Back Out" (Marley) - 2:18
5. "Do It Twice" (Marley) - 2:48